# Ферруций Майнцский
Ферруций (IV век) — мученик Майнцский. Дни памяти — 28 октября, 29 октября (в епархии Майнца).
Святой Ферруций (Ferrutius), римский воин, будучи в Майнце, отказался принимать участие в языческом служении. За это он был брошен в тюрьму, где отошёл ко Господу от издевательств и голода.
Причислен к лику святых при папе Римском Евгении I. Святой Лулл Майнцский в 778 году перенёс мощи святого в Бляйденштадт (Bleidenstadt), где они оставались до 1632 года. При архиепископе Рихульфе в 812 году был построен великолепный монастырский храм, один из старейших к востоку от Рейна.
Во время 30-летней войны мощи были переданы в Майнце иезуитам, чтобы они спрятали их от шведов в безопасном месте. Однако они были утрачены во время осады Майнца в 1793 году.